# Gary Herbert
Gary Richard Herbert, född 7 maj 1947 i American Fork, Utah, är en amerikansk republikansk politiker. Han var guvernör i delstaten Utah 2009–2021.
Herbert växte upp i Orem och gick i skola i Orem High School. Han studerade vid Brigham Young University och tillbringade två år som missionär för Jesu Kristi Kyrka av Sista Dagars Heliga. Han arbetade sedan som fastighetsmäklare.
Herbert var viceguvernör i Utah 2005-2009. Guvernör Jon Huntsman avgick 2009 för att tillträda som USA:s ambassadör i Kina. Herbert tillträdde som guvernör i augusti 2009 och sade i en intervju att energipolitik kommer att vara hans främsta utmaning som guvernör.
År 2019 meddelade Herbert att han inte skulle kandidera för omval år 2020.